# Џојнер (Арканзас)
Џојнер (енгл. Joiner) град је у америчкој савезној држави Арканзас.

## Демографија
По попису из 2010. године број становника је 576, што је 36 (6,7%) становника више него 2000. године.
| Група             | 2000.       | 2010.       |
| Белци             | 283 (52,4%) | 288 (50,0%) |
| Афроамериканци    | 248 (45,9%) | 273 (47,4%) |
| Азијати           | 0 (0,0%)    | 0 (0,0%)    |
| Хиспаноамериканци | 4 (0,7%)    | 15 (2,6%)   |
| Укупно            | 540         | 576         |